# Gary Russell Jr.
Gary Allen Russell –conocido como Gary Russell Jr.– (Washington D. C., 5 de junio de 1988) es un deportista estadounidense que compite en boxeo. Ganó una medalla de bronce en el Campeonato Mundial de Boxeo Aficionado de 2005, en el peso gallo.
En enero de 2009 disputó su primera pelea como profesional. En marzo de 2015 conquistó el título internacional del CMB, en la categoría de peso gallo. En su carrera profesional ha tenido en total 33 combates, con un registro de 31 victorias y 2
derrotas.

## Palmarés internacional
| Campeonato Mundial | Campeonato Mundial | Campeonato Mundial | Campeonato Mundial |
| Año                | Lugar              | Medalla            | Categoría          |
| ------------------ | ------------------ | ------------------ | ------------------ |
| 2005               | Mianyang (China)   | Medalla de bronce  | 54 kg              |

## Récord profesional
| 31 victorias (18 knockouts, 13 decisiones), 2 derrotas |        |                         |      |              |                          |                                                           | |
| Res.                                                   | Record | Oponente                | Tipo | Rd., Tiempo  | Fecha                    | Lugar                                                     | Notas |
| D                                                      | 31–2   | Mark Magsayo            | MD   | 12           | 22 de enero de 2022      | Borgata Hotel Casino, Atlantic City                       | Pierde el título mundial del CMB del peso pluma.                                                                                       |
| G                                                      | 31–1   | Tugstsogt Nyambayar     | UD   | 12           | 8 de febrero de 2020     | Allentown, Pennsylvania                                   | Retiene el título mundial de la WBC del peso pluma. Gana el título mundial de la IBO.                                                  |
| G                                                      | 30–1   | Kiko Martínez           | TKO  | 5 (12), 2:52 | 18 de mayo de 2019       | Barclays Center, Brooklyn                                 | Retiene el título mundial de la WBC del peso pluma                                                                                     |
| G                                                      | 29–1   | Joseph Diaz             | UD   | 12           | 19 de mayo de 2018       | MGM National Harbor, Oxon Hill, Maryland                  | Retiene el título mundial de la WBC del peso pluma                                                                                     |
| G                                                      | 28–1   | Óscar Escandón          | TKO  | 7 (12), 0:59 | 20 de mayo de 2017       | MGM National Harbor, Oxon Hill, Maryland                  | Retiene el título mundial de la WBC del peso pluma                                                                                     |
| G                                                      | 27–1   | Patrick Hyland          | KO   | 2 (12), 1:33 | 16 de abril de 2016      | Mohegan Sun Arena, Montville, Connecticut                 | Retiene el título mundial de la WBC del peso pluma                                                                                     |
| G                                                      | 26–1   | Jhonny González         | TKO  | 4 (12), 0:37 | 28 de marzo de 2015      | Pearl Concert Theater, Paradise, Nevada                   | Gana el título mundial de la WBC del peso pluma.                                                                                       |
| G                                                      | 25–1   | Christopher Martin Peña | UD   | 10           | 20 de diciembre de 2014  | Little Creek Casino Resort, Shelton, Washington           | |
| D                                                      | 24–1   | Vasyl Lomachenko        | MD   | 12           | 21 de junio de 2014      | StubHub Center , Carson                                   | Por el título vacante de la WBO del peso pluma                                                                                         |
| G                                                      | 24–0   | Miguel Tamayo           | KO   | 4 (8), 1:04  | 30 de enero de 2014      | Barclays Center, Nueva York                               | |
| G                                                      | 23–0   | Juan Ruiz               | UD   | 10           | 9 de agosto de 2013      | Fantasy Springs Resort Casino, Indio, California          | |
| G                                                      | 22–0   | Vyacheslav Gusev        | UD   | 10           | 2 de marzo de 2013       | Hard Rock Hotel and Casino, Paradise, Nevada              | |
| G                                                      | 21–0   | Roberto Castaneda       | KO   | 3 (10), 1:25 | 9 de noviembre de 2012   | Fantasy Springs Resort Casino, Indio, California          | |
| G                                                      | 20–0   | Christopher Pérez       | TKO  | 3 (10), 1:41 | 30 de junio de 2012      | Fantasy Springs Resort Casino, Indio, California          | |
| G                                                      | 19–0   | Heriberto Ruiz          | KO   | 1 (10), 2:12 | 26 de noviembre de 2011  | U.S. Bank Arena, Cincinnati                               | |
| G                                                      | 18–0   | Leonilo Miranda         | UD   | 8            | 3 de septiembre de 2011  | Beau Rivage, Biloxi, Misisipi                             | |
| G                                                      | 17–0   | Eric Estrada            | UD   | 8            | 23 de julio de 2011      | Mandalay Bay Events Center, Paradise, Nevada              | |
| G                                                      | 16–0   | Antonio Meza            | KO   | 4 (8), 2:42  | 17 de junio de 2011      | State Farm Arena, Hidalgo, Texas                          | |
| G                                                      | 15–0   | Adolfo Landeros         | UD   | 6            | 15 de abril de 2011      | Longshoremen's Hall, San Francisco                        | |
| G                                                      | 14–0   | Feider Viloria          | TD   | 7 (8), 0:50  | 28 de enero de 2011      | Four Points by Sheraton, San Diego                        | Victoria unánime de Russell luego de que se detuviera el combate por un corte en la cabeza de Viloria luego de un cabezazo accidental. |
| G                                                      | 13–0   | Guadalupe de Leon       | UD   | 6            | 28 de octubre de 2010    | Nokia Theatre L.A. Live, Los Ángeles                      | |
| G                                                      | 12–0   | Willie Villanueva       | KO   | 1 (6), 2:56  | 25 de septiembre de 2010 | Fitzgeralds Casino and Hotel, Tunica Resorts, Misisipi    | |
| G                                                      | 11–0   | Mauricio Pastrana       | TKO  | 1 (6), 1:46  | 22 de julio de 2010      | Nokia Theatre L.A. Live, Los Ángeles                      | |
| G                                                      | 10–0   | Rodrigo Aranda          | KO   | 2 (6), 0:34  | 24 de junio de 2010      | Nokia Theatre L.A. Live, Los Ángeles                      | |
| G                                                      | 9–0    | Carlos Diaz             | KO   | 1 (6), 1:32  | 16 de abril de 2010      | The New Daisy Theatre, Memphis, Tennessee                 | |
| G                                                      | 8–0    | Jairo Delgado           | KO   | 1 (6), 2:38  | 19 de febrero de 2010    | Wolstein Center, Cleveland,                               | |
| G                                                      | 7–0    | David Orosco Cano       | TKO  | 1 (4), 2:58  | 30 de enero de 2010      | Fitzgeralds Casino and Hotel, Tunica Resorts, Mississippi | |
| G                                                      | 6–0    | Rodrigo Romero          | TKO  | 3 (4), 0:38  | 18 de diciembre de 2009  | Grand Casino Mille Lacs, Hinckley, Minnesota              | |
| G                                                      | 5–0    | Noe Lopez, Jr.          | UD   | 4            | 23 de octubre de 2009    | Entertainment Center, Laredo, Texas                       | |
| G                                                      | 4–0    | Jason Jones             | TKO  | 1 (4), 0:28  | 7 de agosto de 2009      | Star of the Desert Arena, Primm, Nevada                   | |
| G                                                      | 3–0    | Álvaro Muro             | UD   | 4            | 1 de mayo de 2009        | Chumash Casino Resort, Santa Ynez, California             | |
| G                                                      | 2–0    | John Wampash            | UD   | 4            | 14 de febrero de 2009    | BankAtlantic Center, Sunrise, Florida                     | |
| G                                                      | 1–0    | Antonio Reyes           | TKO  | 3 (4), 0:21  | 16 de enero de 2009      | Million Dollar Elm Casino, Tulsa                          | Debut profesional |